# Taylor-regel

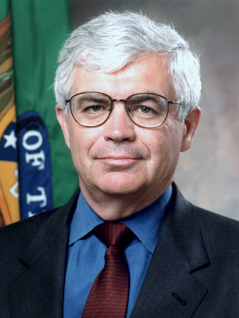
John B. Taylor

De Taylor-regel beschrijft de interestvoet als een functie van ontwikkelingen in macro-economische variabelen. De regel wordt gebruikt door centrale banken bij het vaststellen van de rente. De relatie tussen de factoren werd in 1993 door de Amerikaanse econoom John B. Taylor geïntroduceerd.

## Principe
In het algemeen hebben centrale banken twee belangrijke doelstellingen, het in de hand houden van de inflatie en het bevorderen van de economische groei. Het zwaartepunt van de monetaire beleid kan per centrale bank verschillen, de Europese Centrale Bank (ECB) heeft alleen een inflatiedoelstelling terwijl de Amerikaanse Federal Reserve en Japanse centrale bank meer naar de groei kijken bij het vaststellen van de officiële rentetarieven.
De Taylor-regel stelt dat de kortermijnrente omhoog moet als de inflatie boven de doelstelling uitkomt of wanneer de reële economische groei boven de trend stijgt. De hogere rente reflecteert een streng monetair beleid waarmee de economie wordt afgekoeld. Ligt de inflatie onder de doelstelling en wordt het economisch potentieel onderbenut dan moet de economie worden gestimuleerd door de kortetermijnrente te verminderen.

### Formule
De officiële kortetermijnrente varieert op basis van het verschil tussen feitelijke en gewenste inflatie en de huidige economische groei versus de lange termijn economische groei.
{\displaystyle i_{t}=\pi _{t}+r_{t}^{*}+a_{\pi }(\pi _{t}-\pi _{t}^{*})+a_{y}(y_{t}-{\bar {y}}_{t}).}
waarbij:
- {\displaystyle \,i_{t}\,} is de officiële kortetermijnrentevoet, bijvoorbeeld de refirente van de ECB of de Federal funds rate;
- {\displaystyle \,\pi _{t}\,} is de inflatie gemeten aan de hand van de Bbp-deflator;
- {\displaystyle \pi _{t}^{*}} is de gewenste inflatie;
- {\displaystyle r_{t}^{*}} is de veronderstelde rentevoet waarbij er evenwicht is;
- {\displaystyle \,y_{t}\,} is de logaritme van de reële economische groei en
- {\displaystyle {\bar {y}}_{t}} is hetzelfde van de lange termijn economische groei.

In deze vergelijking zijn {\displaystyle a_{\pi }} en {\displaystyle a_{y}} positief en Taylor gaf voor beide een waarde van 0,5 mee.

## Gebruik
De Amerikaanse centrale bank heeft ook tot zo’n 2001 de Taylor-regel toegepast, maar is er nadien van afgeweken. Volgens Taylor was een belangrijke, maar niet de enige, reden voor de kredietcrisis van 2008 de afwijking van zijn regel. De Federal Reserve heeft te lang de rente te laag gehouden waardoor de economie oververhitte en de prijzen van huizen en onroerend goed in de Verenigde Staten sterk steeg. De Federal Reserve verhoogde pas vanaf 2004 geleidelijk de rente terwijl de Taylor-regel al per eind 2001 een renteverhoging voorschreef.
De ECB heeft in de periode voor de kredietcrisis, 1999 tot en met 2007, de Taylor-regel zeer strikt toegepast. Vanaf 2014 is de regel volkomen losgelaten.

## Trivia
- Er zijn andere varianten van deze regel ontwikkeld en daarom wordt ook wel de meervoudsvorm gehanteerd, Taylor-regels.